# First Nation Airways
First Nation Airways — развивающаяся авиакомпания Нигерии со штаб-квартирой в городе Икеджа (Лагос), работающая в сфере регулярных пассажирских перевозок между аэропортами страны и за её пределами.

## История
First Nation Airways создана сотрудниками бывшей авиакомпании Bellview Airlines, на момент образования (начало 2011 года) эксплуатировала три самолёта Airbus A320-200, взятых в лизинг. Прекратила операции 14 мая 2018 года.

## Маршрутная сеть

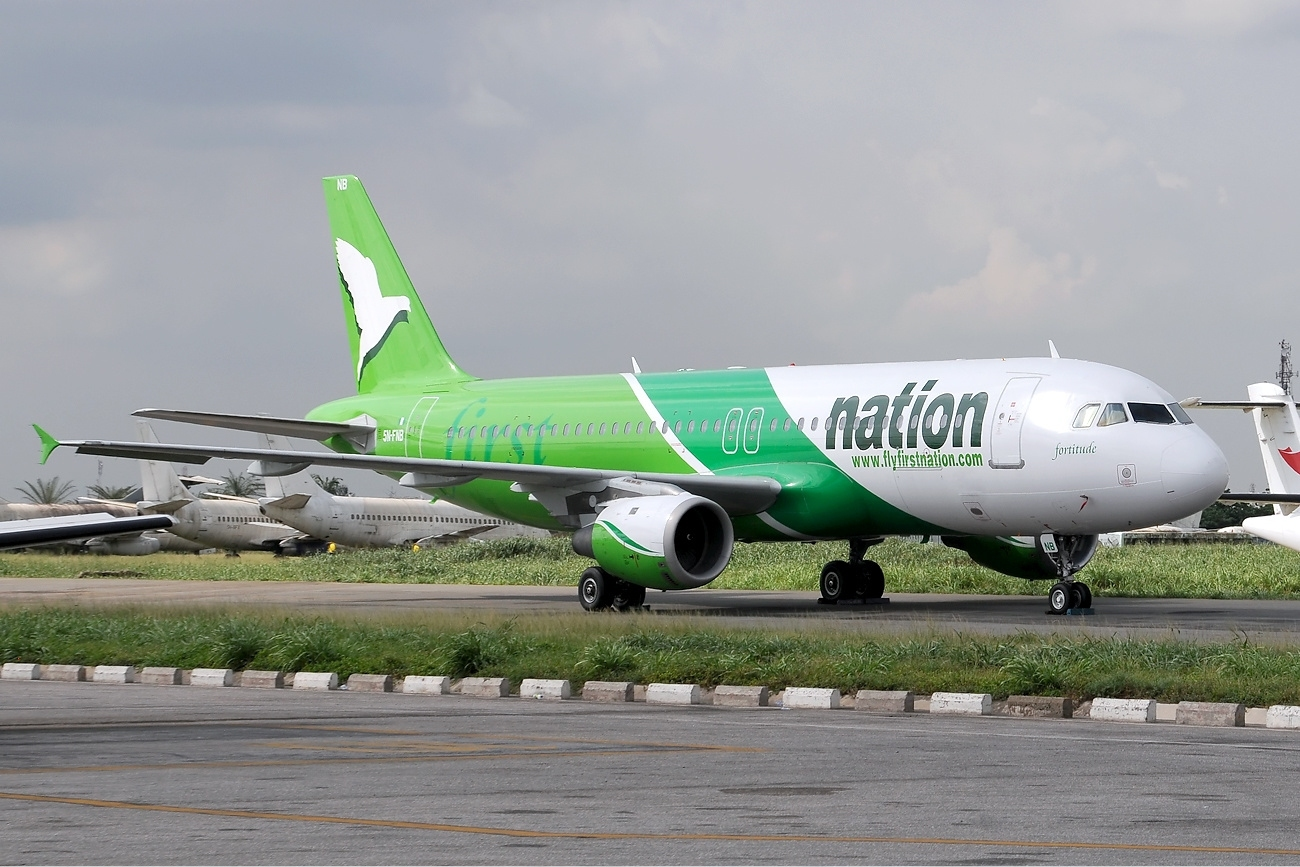
Airbus A320-200 авиакомпании First Nation Airways в международном аэропорту имени Мурталы Мохаммеда

First Nation Airways выполняет регулярные рейсы по следующим пунктам назначения:
- Абуджа — международный аэропорт имени Ннамди Азикиве
- Лагос — международный аэропорт имени Мурталы Мохаммеда
- Порт-Харкорт — международный аэропорт Порт-Харкорт

## Флот
По состоянию на апрель месяц 2011 года воздушный флот авиакомпании First Nation Airways составляли следующие самолёты:
- 2 Airbus A319-200